# شهرستان شرمن (نبراسکا)
شهرستان شرمن، نبراسکا (به انگلیسی: Sherman County, Nebraska) یک شهرستان در ایالت نبراسکا است که در ایالات متحده آمریکا واقع شده‌است.

## خصوصیات
شهرستان شرمن ۱٬۴۸۱٫۴۸ کیلومترمربع مساحت دارد.